# Bách hợp
Bách hợp, còn gọi là loa kèn, hoa huệ tây, hoa ly ly; danh pháp hai phần: Lilium pumilum, thuộc họ Loa kèn (Liliaceae, trước đây còn gọi là họ Hành). Cây có hoa đẹp với nhiều màu sắc khác nhau, thường được trồng làm cảnh...
Hoa bách hợp còn là biểu tượng cho tình yêu thuần khiết của người phụ nữ...

## Hình ảnh

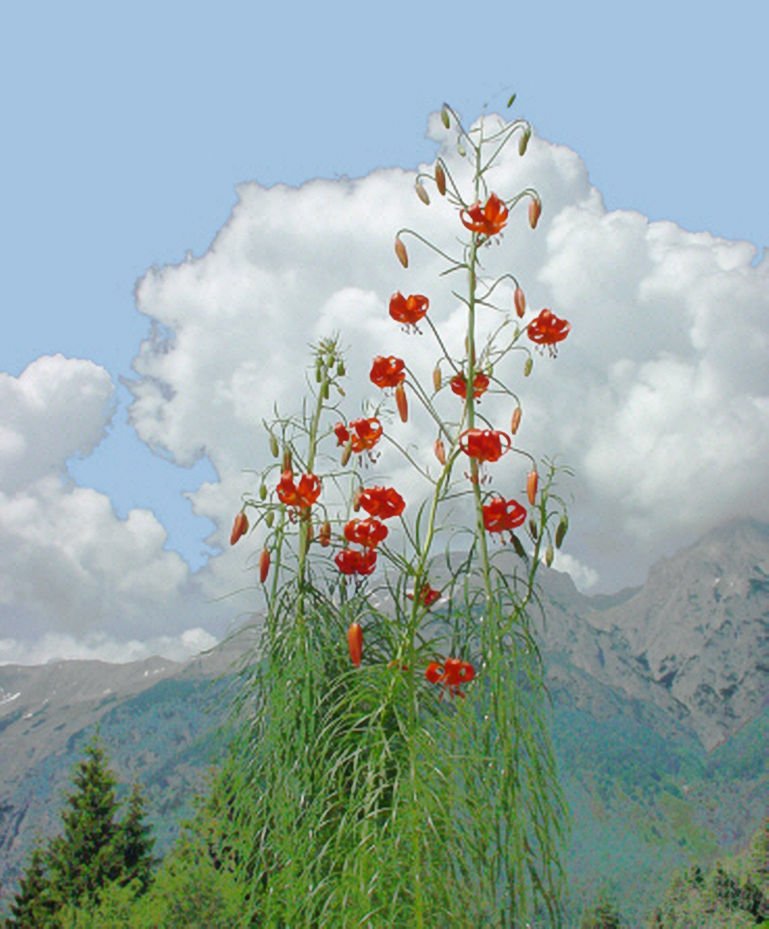
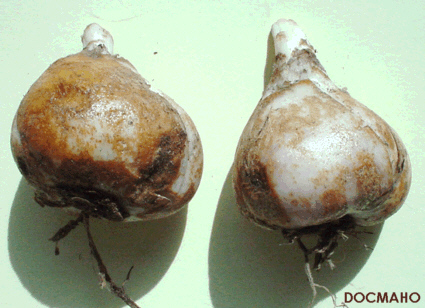
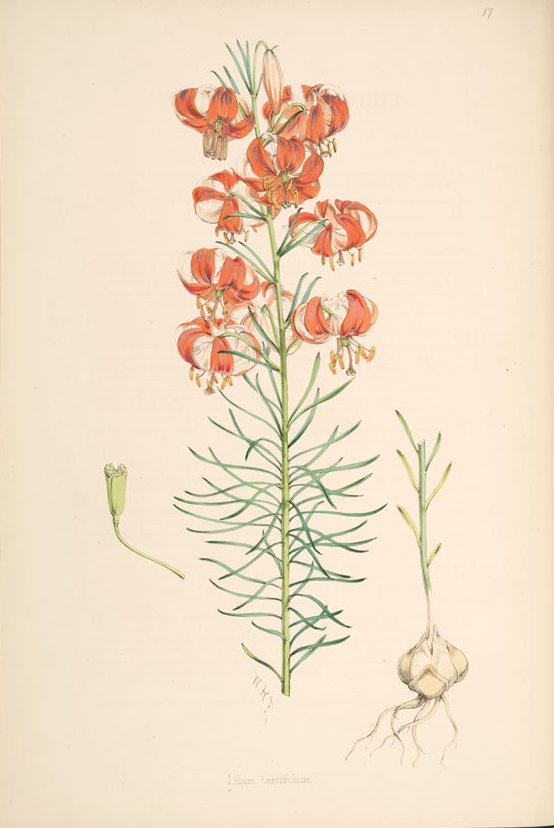
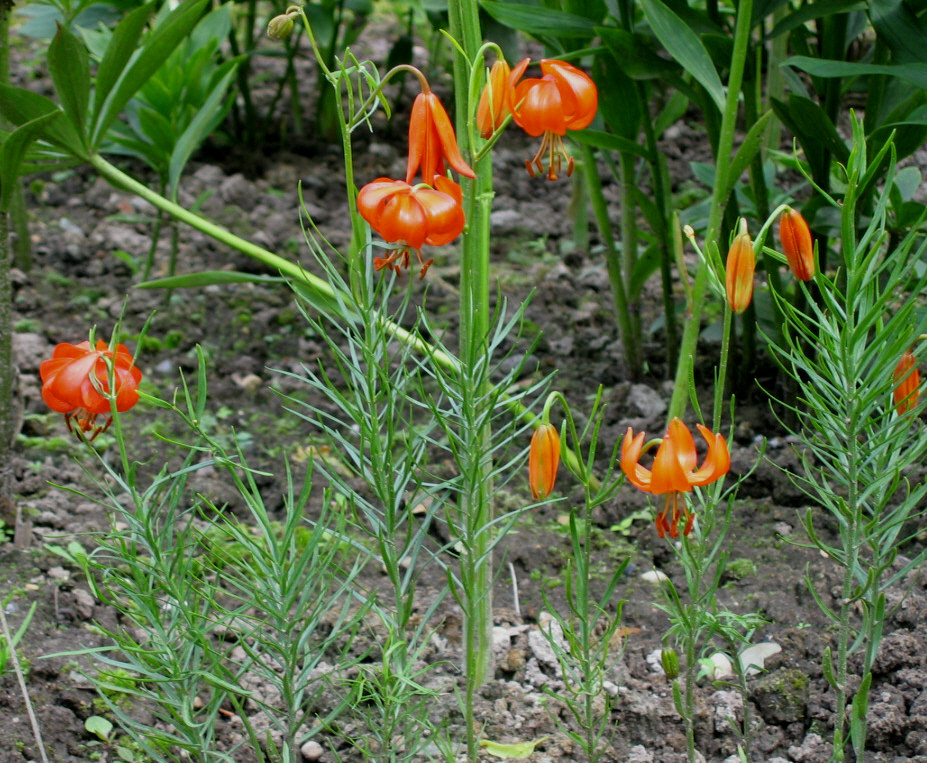
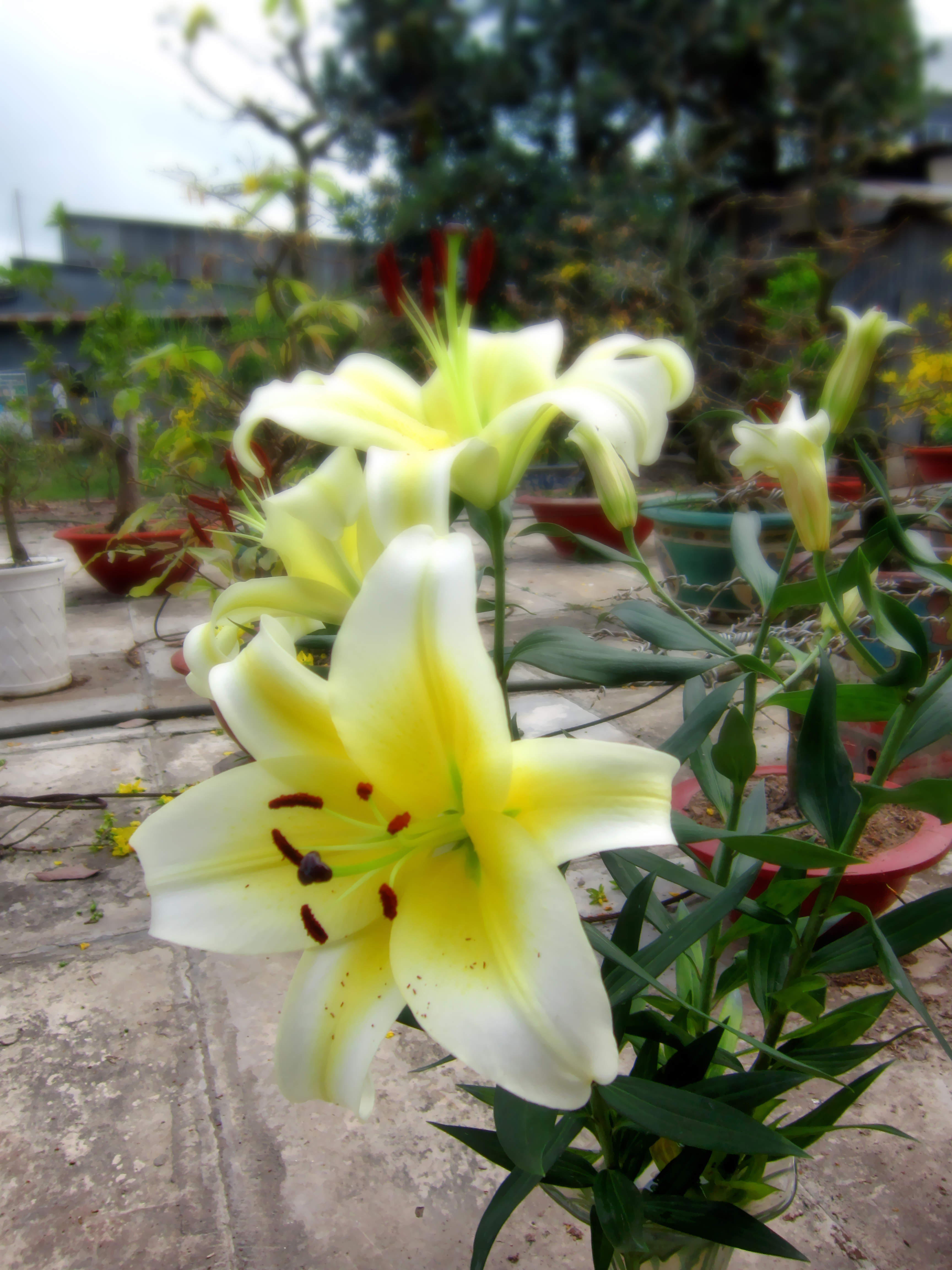
Hoa bách hợp trắng.